# Is It Wrong to Try to Pick Up Girls in a Dungeon?
Невже шукати дівчину в підземеллі - неправильно? (яп. ダンジョンに出会いを求めるのは間違っているだろうか, Danjon ni Deai o Motomeru no wa Machigatteiru Darō ka, Is It Wrong to Try to Pick Up Girls in a Dungeon?), також відоме як DanMachi (ダンまち) — серія ранобе, написана Фуджіно Оморі та ілюстрована Сузухіто Ясудою. SB Creative випустила двадцять томів із січня 2013 року під своїм імпринтом GA Bunko.
Було створено дві манґи-адаптації, а також телевізійний аніме-серіал від студії J.C.Staff, перший сезон якого виходив з квітня по червень 2015 року. OVA-випуск було випущено 7 грудня 2016 року. Другий сезон і повнометражний аніме-фільм було анонсовано в лютому 2018 року. Фільм під назвою Is It Wrong to Try to Pick Up Girls in a Dungeon?: Arrow of the Orion вийшов 15 лютого 2019 року. Другий сезон транслювався з липня по вересень 2019 року. Третій сезон аніме та ще один OVA-випуск було оголошено 27 вересня 2019 року. Спочатку прем'єра третього сезону була запланована на липень 2020 року, але була відкладена через пандемію COVID-19. У підсумку третій сезон виходив з жовтня по грудень 2020 року. Четвертий сезон транслювався з липня 2022 по березень 2023 року. П'ятий сезон розпочався в жовтні 2024 року.
Крім того, у січні 2014 року розпочалася публікація спін-офф серії ранобе Is It Wrong to Try to Pick Up Girls in a Dungeon? On the Side: Sword Oratoria, а в березні 2017 року — ще однієї спін-офф серії Is It Wrong to Try to Pick Up Girls in a Dungeon?: Familia Chronicle, ілюстрованої Nilitsu. Обидва спінофи також отримали манґи-адаптації, а телевізійна аніме-адаптація Sword Oratoria виходила з квітня по червень 2017 року.

## Синопсис

### Контекст
Події розгортаються у вигаданому місті Ораріо. Це місто є домівкою для багатьох богів які шукаючи розваг вирішили обмежити свої божественні сили, щоб відчути труднощі життя у світі смертних. Кожен бог очолює групу авантюристів і допоміжного персоналу, відому як Фамілія (яп. ファミリア, Famiria). Основною діяльністю цих організацій є дослідження лабіринту під містом, відомого як Підземелля (яп. ダンジョン, Danjon) де вони борються з монстрами та збирають кристалічні уламки, які залишаються після їхньої загибелі. Ці уламки використовуються для створення магічних предметів та інших цінностей, а також можуть бути обміняні на місцеву валюту. Як і в рольових іграх, сила авантюриста визначається його рівнем та рядом характеристик. Перемагаючи сильніших монстрів, авантюрист може підвищувати свій рівень, покращувати здібності та розблоковувати особливі навички.

### Сюжет
Історія розповідає про пригоди Белла Кранела, 14-річного новачка-авантюриста і єдиного члена Фамілії Гестії. Він захоплюється Аїс Валленштайн — відомою і могутньою мечницею з Фамілії Локі — і після випадкової зустрічі, під час якої вона рятує його від сильного монстра, вирішує стати таким же сильним, як вона. В результаті він несвідомо розвиває унікальну здібність Liaris Freese, яка дозволяє йому швидко зростати у силі завдяки його почуттям. Вирушаючи на пригоди в пошуках сили, Белл привертає увагу багатьох, зокрема і романтичні почуття як смертних, так і богинь, особливо самої Гестії, проте він не відповідає взаємністю нікому, адже його почуття належать лише Аїс.

## Медіа

### Ранобе
Фуджіно Оморі написав цю історію під назвою Familia Myth як свою роботу для 4-ї премії GA Bunko Award, де отримав вищу нагороду та пропозицію на публікацію. Перший том ранобе було випущено 15 січня 2013 року видавництвом SB Creative під імпринтом GA Bunko. Станом на 15 грудня 2024 року опубліковано двадцять томів. Станом на січень 2018 року серія продалася тиражем понад 9 мільйонів копій; Yen Press отримала ліцензію на випуск у Північній Америці та випустила перший том під імпринтом Yen On у грудні 2014 року. У 2014 році ранобе посіло 4-те місце в щорічному довіднику ранобе Kono Light Novel ga Sugoi! від Takarajimasha.

### Манґа
За мотивами серії було створено три манґа-адаптації. Перша заснована на ранобе, ілюстрована Кунієдою, почала виходити в журналі Young Gangan від Square Enix 2 серпня 2013 року, але несподівано завершилася у 2018 році. Вона була зібрана в десяти танкобонах. Другий сезон манґи, ілюстрований Ямачі Тайсей, розпочався у 2019 році та наразі зібраний у п'яти танкобонах. Yen Press на своїй панелі New York Comic Con 2014 оголосила про права на публікацію манґи в Північній Америці. Чотирьохпанельна манґа під назвою Dungeon ni Deai o Motomeru no wa Machigatteiru Darō ka 4-koma: Kamisama no Nichijō (яп. ダンジョンに出会いを求めるのは間違っているだろうか4コマ【神様の日常】) авторства Масаї Такамури почала виходити 14 серпня 2014 року в онлайн-журналі Gangan Online від Square Enix. Також були випущені манґи-адаптації серії Familia Chronicle — Episode Lyu та Episode Freya.

### Аніме
Аніме-адаптація від J.C.Staff почала виходити в ефір у ніч на 3 квітня 2015 року. Опенінгом є «Hey World» Юки Іґучі, а ендінгом є «Right Light Rise» Канона Вакешіми. Crunchyroll транслював серіал міжнародно, окрім Азії. Sentai Filmworks отримала ліцензію на цифровий та домашній відеореліз у Північній Америці, а англомовний дубляж було випущено у березні 2017 року. У Південно-Східній Азії аніме транслюється на Aniplus Asia. Оригінальний відеоепізод (OVA) було випущено 7 грудня 2016 року.
Другий сезон аніме та оригінальний фільм Is It Wrong to Try to Pick Up Girls in a Dungeon?: Arrow of the Orion (яп. 劇場版 ダンジョンに出会いを求めるのは間違っているだろうか ー オリオンの矢 ー, Danjon ni Deai o Motomeru no wa Machigatteiru Darō ka ー Orion no Ya ー) були анонсовані 18 лютого 2018 року під час GA Bunko 2018 Happyō Stage на Wonder Festival. Режисером фільму виступив Кацуші Сакурабі, сценарій написав Фуджіно Оморі, анімацію створила J.C.Staff, а музику — Кейджі Інаї. Фільм вийшов у Японії 15 лютого 2019 року. Другий сезон транслювався з 13 липня по 28 вересня 2019 року. Хідекі Тачібана замінив Йошікі Ямакaву на посаді режисера другого сезону, тоді як решта акторського складу та персоналу зберегли свої ролі. Опенінгою другого сезону є «Hello to Dream» Іґучі, а ендонінгом — «Sayakana Shukusai» Sora tob sakana. Hidive транслював дубляж другого сезону.
Третій сезон аніме та новий OVA-епізод були анонсовані 27 вересня 2019 року. Другий OVA-епізод вийшов 29 січня 2020 року. Спочаток прем'єра третього сезону була запланована на липень 2020 року, але через вплив COVID-19 виробничий комітет переніс трансляцію на «жовтень або пізніше». 4 липня 2020 року було оголошено, що третій сезон вийде у жовтні 2020 року. Він транслювався з 3 жовтня по 19 грудня 2020 року та складався з 12 епізодів. Опенінґом є «Over and Over» у виконанні Юки Іґучі, а ендонінгом — «Evergreen» у виконанні Sajou no Hana. 18 грудня 2020 року було анонсовано третій OVA-епізод, який вийшов 28 квітня 2021 року.
Четвертий сезон аніме був анонсований на GA FES 2021 31 січня 2021 року. Основна команда попередніх сезонів повернулася до своїх ролей, а Фуджіно Оморі, оригінальний автор, наглядав за сценаріями разом із Хідекі Шіране. Прем'єра четвертого сезону відбулася 23 липня 2022 року, а завершився він 1 жовтня 2022 року, загалом налічуючи 11 епізодів. Першою опенінгою четвертого сезону є «Tentō» від Sajou no Hana, а першим ендонінгом є «Guide» від Saori Hayami. Продовження вийшло 7 січня 2023 року та завершилося 18 березня 2023 року ще 11 епізодами, довівши загальну кількість серій до 22. Другою опенінгою є «Shikō» Саорі Хаямі, а другим ендонінгом є «Kirikizu» Sajou no Hana.
П'ятий сезон аніме був анонсований 4 листопада 2023 року на заході, присвяченому 10-й річниці оригінальних ранобе. Основна команда попередніх сезонів знову повернулася до своїх ролей. Прем'єра відбулася 5 жовтня 2024 року. Опенінґом для четвертого сезону є «Shōnen» Gre4n Boyz, а ендонінгом є «Hydrate» Sajou no Hana.
Після придбання Crunchyroll компанією Sony Pictures Television, материнською компанією Funimation, у 2021 році, Is It Wrong to Try to Pick Up Girls in a Dungeon?, серед кількох інших тайтлів Sentai, було видалено зі стрімінгового сервісу Crunchyroll 31 березня 2022 року.

### Відеоігри
Компанія 5pb. оголосила про розробку «екшн-RPG у підземеллі» на основі ранобе під назвою Is It Wrong to Try to Pick Up Girls in a Dungeon?: Infinite Combate або DanMachi: Infinite Combate. Гра вийшла для PlayStation 4, PlayStation Vita, Nintendo Switch і Microsoft Windows 28 листопада 2019. Версії для PlayStation 4, Nintendo Switch та PC були випущені в Північній Америці 11 серпня 2020 року, а в Європі — 7 серпня 2020 року.
Is It Wrong to Try to Pick Up Girls in a Dungeon?: Memoria Freese або DanMachi: Memoria Freese — це рольова мобільна гра для платформ iOS та Android, випущена в Японії 19 червня 2017 року, у Північній Америці 30 березня 2018 року, а в Європі — у 2019 році. За перший місяць гра продалася понад 3 мільйонами копій, а станом на березень 2018 року налічувала близько 35 мільйонів зареєстрованих користувачів і понад 1 мільйон підписників. Доходи гри в США на 40 % перевищили японські. Сейю Белла Кранела, Йошіцуґу Мацуока, був визнаний Книгою рекордів Гіннеса за «найбільшу кількість реплік, виконаних одним актором у мобільній грі» завдяки своїй роботі в цій грі в червні 2019 року. Хоча гра містить багато неканонічних історій, вона також стала платформою для дебюту кількох важливих сюжетів, написаних особисто Фуджіно Оморі, таких як приквели Argonaut та Astrea Record, які значно розширили міфологію та світ серії. Пізніше обидві історії були випущені у форматі ранобе. 27 грудня 2023 року Memoria Freese оголосила про закриття всіх міжнародних серверів гри, яке відбулося 28 лютого 2024 року.
Екшн-RPG для мобільних пристроїв під назвою Is It Wrong to Try to Pick Up Girls in a Dungeon? Battle Chronicle була анонсована в грудні 2022 року. Спочатку її планували випустити 23 травня 2023 року, але реліз було відкладено до 24 серпня.
У березні 2023 року була анонсована безіменна мобільна гра, розроблена Neowiz і Gree Entertainment.

## Спіноф
Is It Wrong to Try to Pick Up Girls in a Dungeon? On the Side: Sword Oratoria (яп. ダンジョンに出会いを求めるのは間違っているだろうか外伝 ソード・オラトリア, Danjon ni Deai o Motomeru no wa Machigatteiru Darō ka Gaiden: Sōdo Oratoria), або скорочено Sword Oratoria — це спін-офф серії ранобе, написаний Фуджіно Оморі та проілюстрований Кійотакою Хаймурою (на основі дизайнів Сузухіто Ясуди). Сюжет зосереджений на Айс Валленштайн, персонажці з основної серії Is It Wrong to Try to Pick Up Girls in a Dungeon?. Ранобе було адаптоване в манґу та аніме-серіал.

## Сприйняття
Станом на червень 2019 року загальний тираж франшизи перевищив 12 мільйонів копій.
Станом на березень 2024 року загальний тираж франшизи перевищив 17 мільйонів копій.